# Maduvu
La maduvu, en  tamil: மட்டுவு; en marathi: madhu y en hindi: singhauta, también conocida como maru o madu, es un arma de Tamilakam, hoy región de Tamil Nadu, una de las muchas armas utilizadas en las artes marciales tamiles Silambam.
Más comúnmente llamado maru, también se le conoce como maan kombu por los cuernos de venado de los que está hecho, y se usa como una daga de doble hoja. El arma consiste típicamente en dos cornamentas de  blackbuck apuntando en direcciones opuestas conectadas por dos barras transversales que también actúan como una manija o asa. Los expertos de Silambam utilizan esta arma para enfrentarse al oponente de la esgrima del bastón de Silambam con diferentes métodos, tanto defensivos como ofensivos. Los combates de Maduvu siempre empiezan con unas muestras de respeto y, posteriormente, comienza la lucha de Maduvu. Por lo general, los combatientes de Silambam prefieren utilizar Maduvu como defensiva en lugar de ofensiva, para luchar contra los oponentes que utilizan vallas largas de silambam y vallas cortas de bastón.
Las variaciones posteriores se basaban a menudo con piezas de acero y a veces se equipaban con una placa de cuero o acero para que sirviera de escudo. En el Punjab, el maru era típicamente construido enteramente de acero. Un arma similar, consistente en un asa montada en un cuerno de antílope, fue usada como muleta y sirvió como instrumento de autodefensa para los jogi a quienes se les prohibió por orden suya llevar armas convencionales.

## Técnica
El maru es un arma principalmente defensiva que favorece una postura baja en la que el portador se esfuerza por mantenerse por debajo del oponente, reduciendo así las aberturas a los puntos vitales del cuerpo. Típicamente, el portador del maru bloqueará o parará los ataques antes de contrarrestarlos con empuje, estrangulamiento, bloqueo o desarmado. Ofensivamente el maru es tratado de manera similar a una daga, usada para apuñalar.

## Posicionamiento
El método de puesta a tierra es la opción favorita del luchador maduvu, en el que la persona que sostiene el maduvu tratará de hacerse más bajo que el oponente para reducir el espacio de ataque y reducir el cuerpo de la exposición a ataques simultáneos.

## Posturas
En la batalla de Maduvu se utilizaron diversas posturas y rutinas basadas en los movimientos de los animales, como el salto de la rana, la serpiente, el ratón, el tigre, el elefante y el águila.

## Trabajo con los pies
Es similar al juego de piernas utilizado en los estilos de lucha silambam y kalari. Kaladi Varisai se realiza con el método de construcción de casas que se describe mucho en el juego de piernas de Silambam.

## Maduvu Sala-Varisai
Varios patrones o Katas de «Cuerno de ciervo» fueron evolucionados con diferentes estilos en diferentes estados de la India. El Maan Kombu o Maduvu originales. Sala-Varisai es también conocido como la forma avanzada de patrón en las artes marciales indias, que en su mayoría practican los expertos de cinturón negro. El comienzo de esta técnica dará lugar a la graduación, seguida de los rituales tradicionales en el templo conocido como Arrangetram. Después de esta ceremonia de graduación, el instructor, Guru o Aasan enseñará a su estudiante, estudios adicionales en la Forma Avanzada de las Artes Marciales de Silambam.

## Habilidades de lucha
Por lo general, los luchadores maduvu utilizan esta arma en situaciones de combate cuerpo a cuerpo, en las que su oponente ataca con un cuchillo o espada de hoja larga, silambam (esgrima con bastón largo) y sedi kuchi o muchchaan (esgrima con bastón corto). La ejecución de estas habilidades de maduvu frente a la audiencia en vivo por lo general se inicia con un maduvu luchador recibiendo ataques simultáneos para mostrar sus habilidades de valentía de combate cuerpo a cuerpo, la precisión de las habilidades defensivas y la agilidad para evadir los ataques y, finalmente, terminar la lucha con ahogar, bloquear o desarmar al oponente o su arma con golpes repentinos en la proximidad de la distancia de ofensiva. Por lo general, los luchadores de maduvu necesitan tener gran precisión, buen sentido del tiempo y cautela al terminar su último movimiento para evitar que su oponente se escape.